# Lysøen
Lysøen est un village sur l'île de Lysøya dans la kommune de Os, dans le Hordaland en Norvège. 
Lysøen est le site de la Villa Lysøen (Ole Bulls villa på Lysøen), la résidence du violoniste-virtuose et compositeur norvégien Ole Bull jusqu'à son décès en 1880.

## Galerie

### Extérieur de la villa

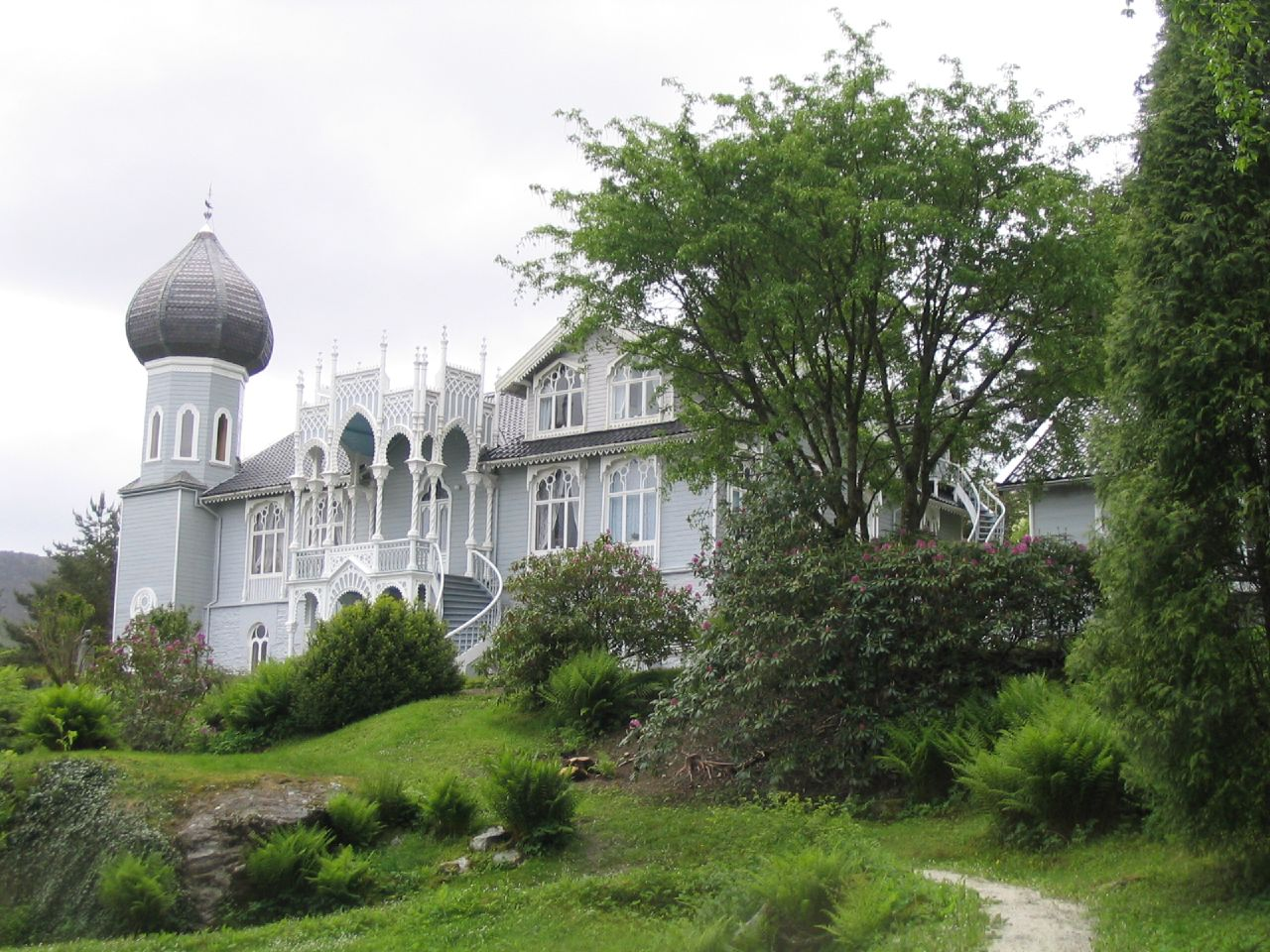
Villa d'Ole Bull à Lysøen
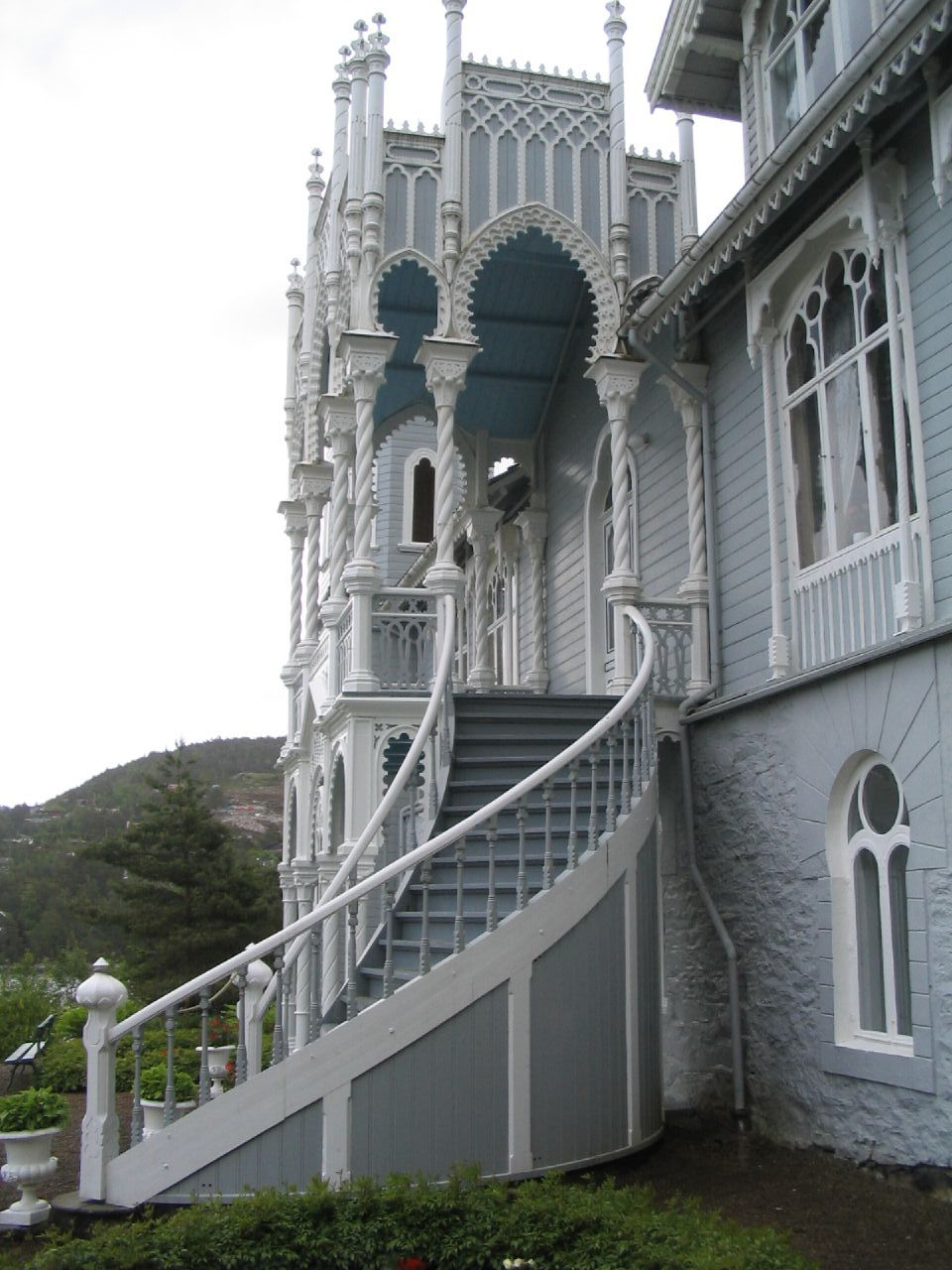
Entrée de la Villa Lysøen

### Intérieur de la villa

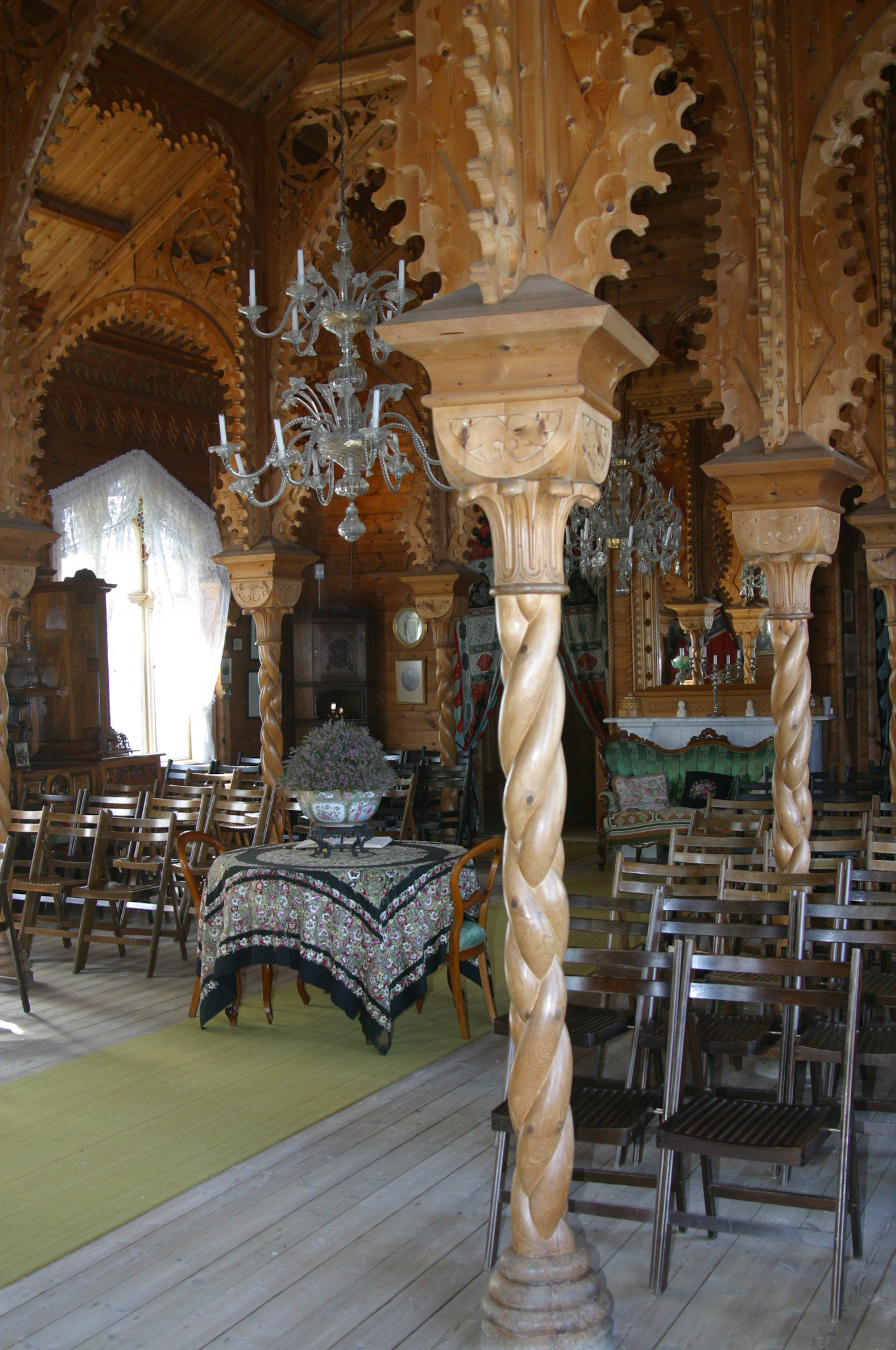
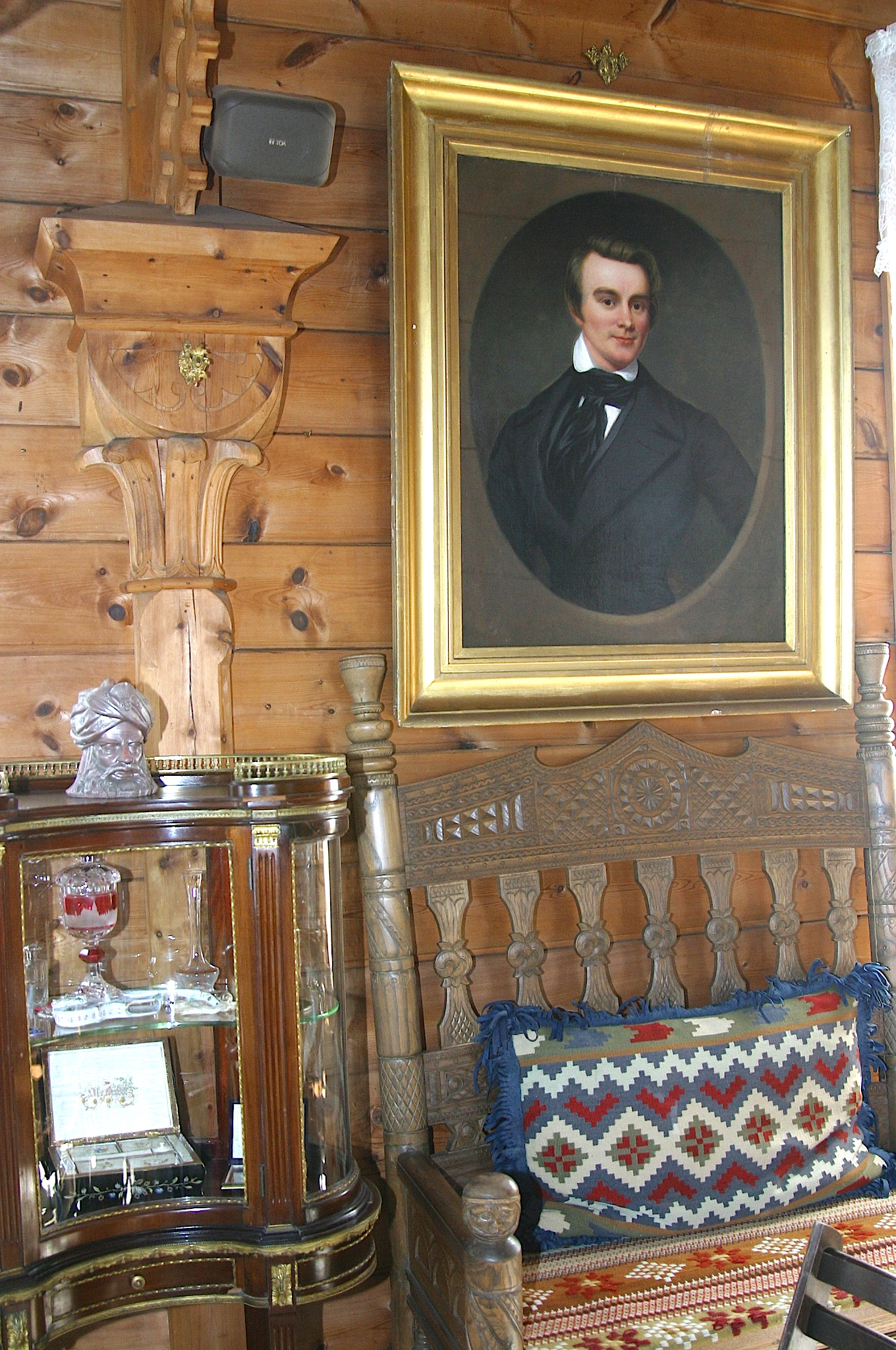
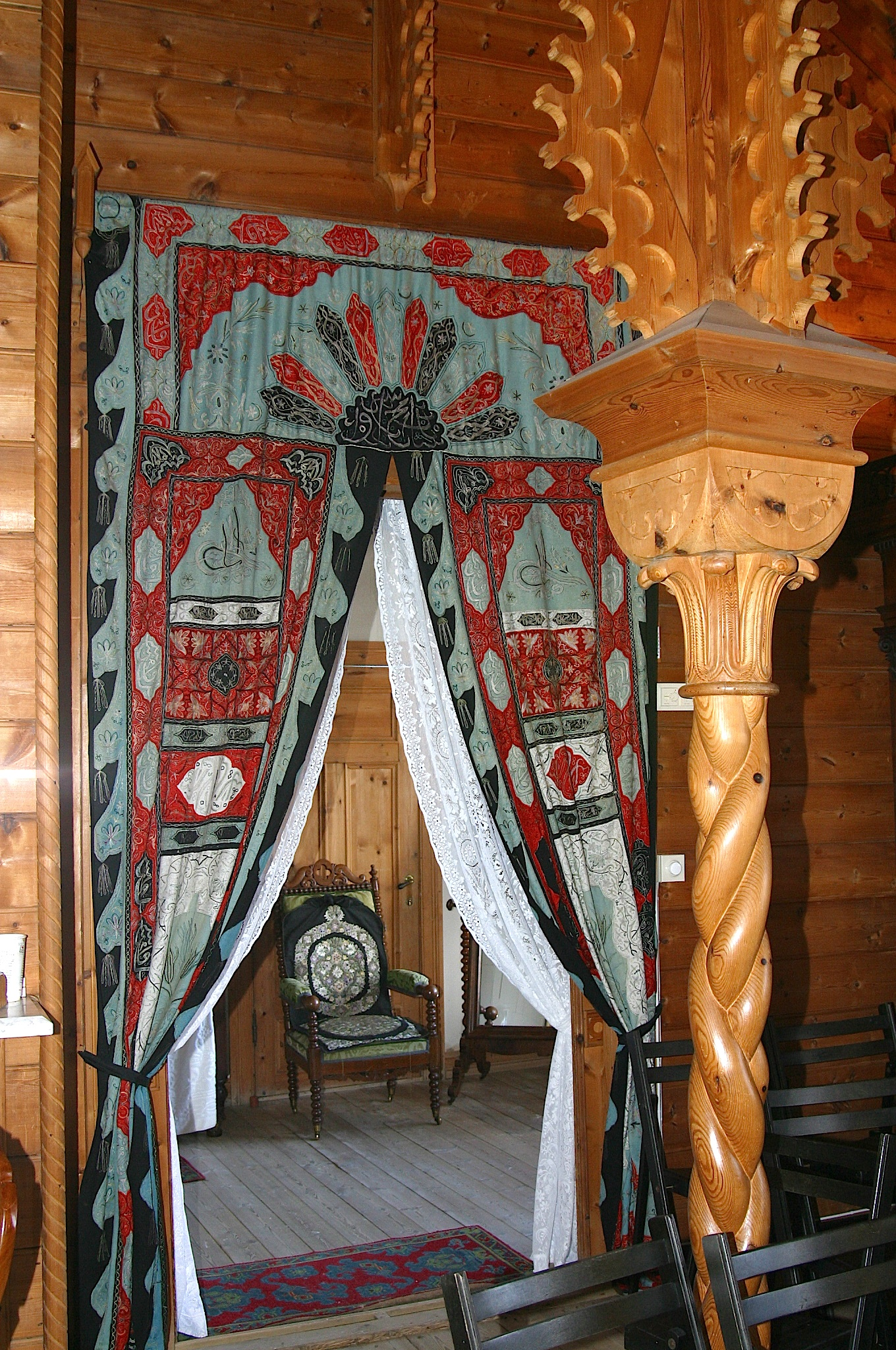
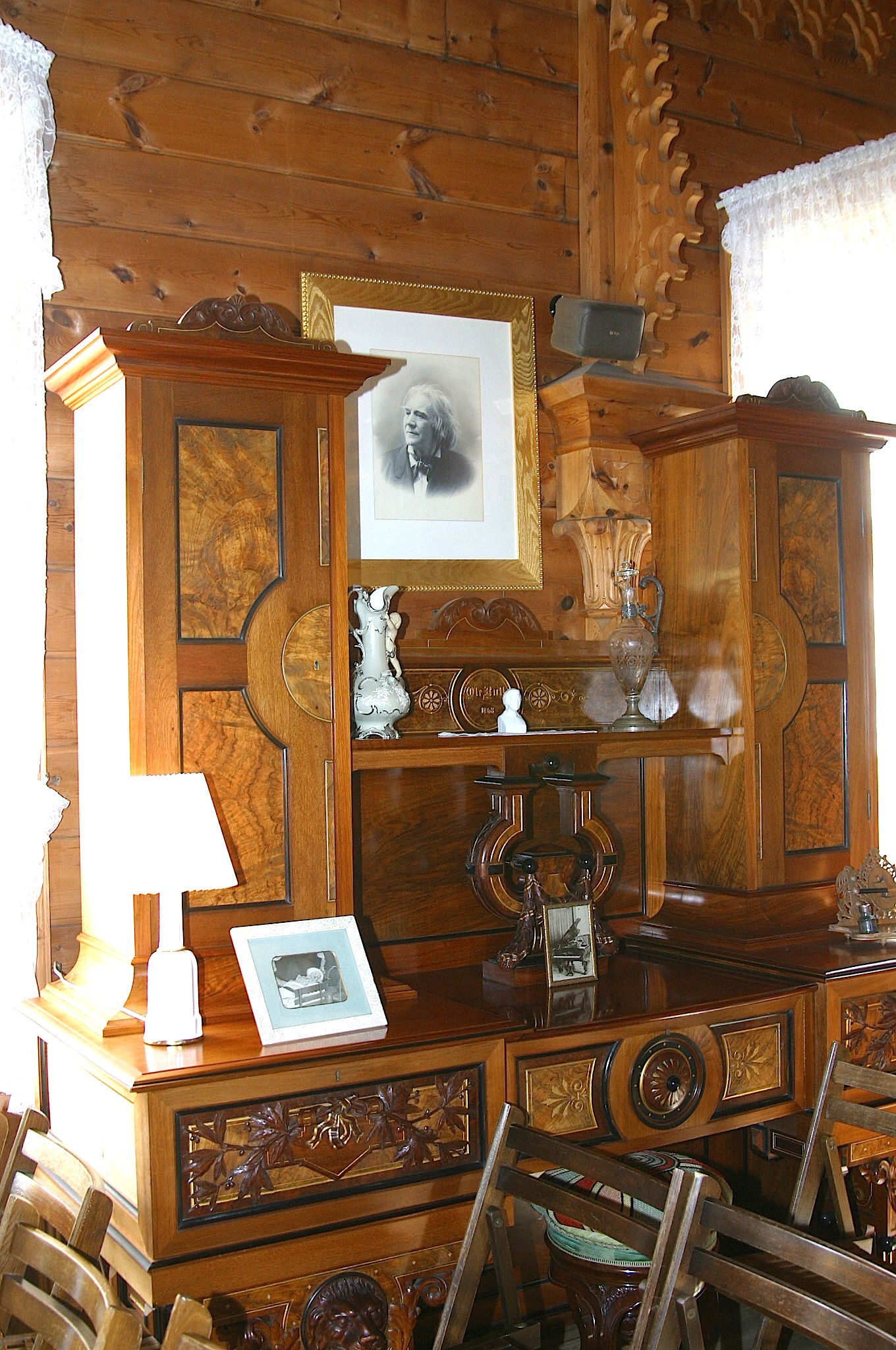